# Bene Israël
Les Bene Israël (« enfants d'Israël » en hébreu) sont l'un des trois groupes de Juifs ayant vécu en Inde jusqu'à la seconde moitié du XXe siècle. Les Bene Israël formaient le plus grand secteur de la population juive du sous-continent indien, et constituent le noyau de ceux qu'on appelle parfois les Juifs de Bombay.

## Généralité sémantique
L'expression « Bene Israel » ou « B'né Israël » désigne en hébreu tous les « enfants d'Israël », soit la lignée descendant du patriarche Jacob qui, après sa lutte avec l'ange, s'appelle « Israel »,. 
Suivant le contexte biblique ou talmudique, il sera utilisé l'expression « Bene Israel » ou le nom « Israel » pour faire allusion au peuple juif, à l'appartenance à ce peuple ou à ceux dont l'ascendance est juive. 

## Histoire

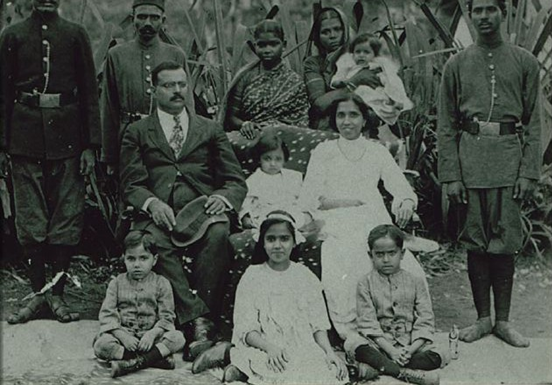
Famille de Bene Israel (1919)

Les Bene Israël dont il est question sur cette page descendraient, selon leur tradition, de Juifs fuyant les persécutions exercées par Rome sur la Galilée au IIe siècle AEC. Leurs ancêtres auraient été des Cohanim presseurs d'huile (une occupation traditionnelle chez eux) et auraient fait naufrage au large des côtes de l'Inde.
Ces assertions sont difficilement vérifiables, à l'exception de leur prétention à une ascendance sacerdotale : un test ADN effectué en 2002 a confirmé sur base de l'étude du gène Y-Aaron que les Bene Israël partagent une hérédité commune avec des descendants de Cohanim attestés,. 
S'il est établi que des marchands juifs, en provenance d'Europe, sillonnaient l'Inde pour des motifs commerciaux, il ne peut être établi s'ils s'y étaient installés. La première source considérée comme fiable d'un tel point de peuplement juif en Inde est daté du XIe siècle : il fait état de colonies centrées sur la côte occidentale. Abraham ibn Dawd (1110-1180) y fait également allusion, un siècle plus tard, mais en termes vagues.

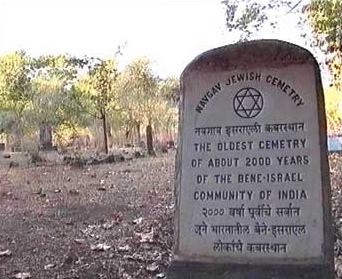
Plaque au vieux cimetière Mavgav, qui aurait 2 000 ans, des Bene Israel à Bombay

Les témoignages suivants sont ceux de commerçants juifs de Bagdad qui les « découvrent » au XVIIIe siècle : ils décrivent des individus ressemblant fortement aux Marathes non-Juifs, dans leurs apparence et coutumes, ce qui indique un haut taux d'exogamie, mais observant, à un niveau rudimentaire, des observances typiquement juives, comme les lois alimentaires, la circoncision et l'observation du Shabbath comme jour chômé, ce qui leur a valu le nom marathi de Shanwar Teli (« presseurs d'huile du samedi »). C'est grâce à ces traditions que les Bene Israël sont reconnus comme Juifs, et réapprennent le judaïsme rabbinique traditionnel, qui leur est dispensé par des Juifs de Bagdad et de Cochin.
Au XIXe siècle, les Bene Israël migrent depuis l'ouest de l'État de Maharashtra vers les cités proches, principalement Mumbai mais aussi Pune, Ahmadabad et Karachi (devenu depuis terre pakistanaise). Avant ces vagues de migration et jusqu'à aujourd'hui, leur langue natale est le judéo-marathi, un dialecte marathi.
On estime le nombre de Bene Israël à 6 000 dans les années 1830, 10 000 au tournant du XXe siècle et à 20 000 en 1948. Leur nombre a depuis chuté à la suite de l'émigration (principalement en Israël).
En 1964, le rabbinat israélien a reconnu les Bene Israël comme Juifs à part entière et sous tous aspects.

## Génétique
La génétique des individus Bene Israël ressemble aux populations indiennes locales, tout en constituant une population clairement séparée et unique en Inde. Plusieurs études génétiques ont montré que les lignées mitochondriales des Bene Israël sont principalement d'origine indienne, en dépit du fait que quelques haplogroupes sont inexistants en Inde mais présents dans d'autres populations juives. De plus un haplogroupe du chromosome Y commun en Inde est absent chez les Bene Israel alors que l'haplotype modal des Cohen est commun parmi eux. 
Ces résultats suggèrent que les lignées fondatrices masculines de cette communauté sont originaires du Moyen-Orient, alors que les lignées féminines sont plutôt indiennes. Ce mélange a été suivi d'un goulot d'étranglement de la population et d'une forte endogamie.

## Galerie

Enseignants Bene Israel de la mission Free Church of Scotland (Eglise libre d'Ecosse) à l'école juive de Bombay (1856)
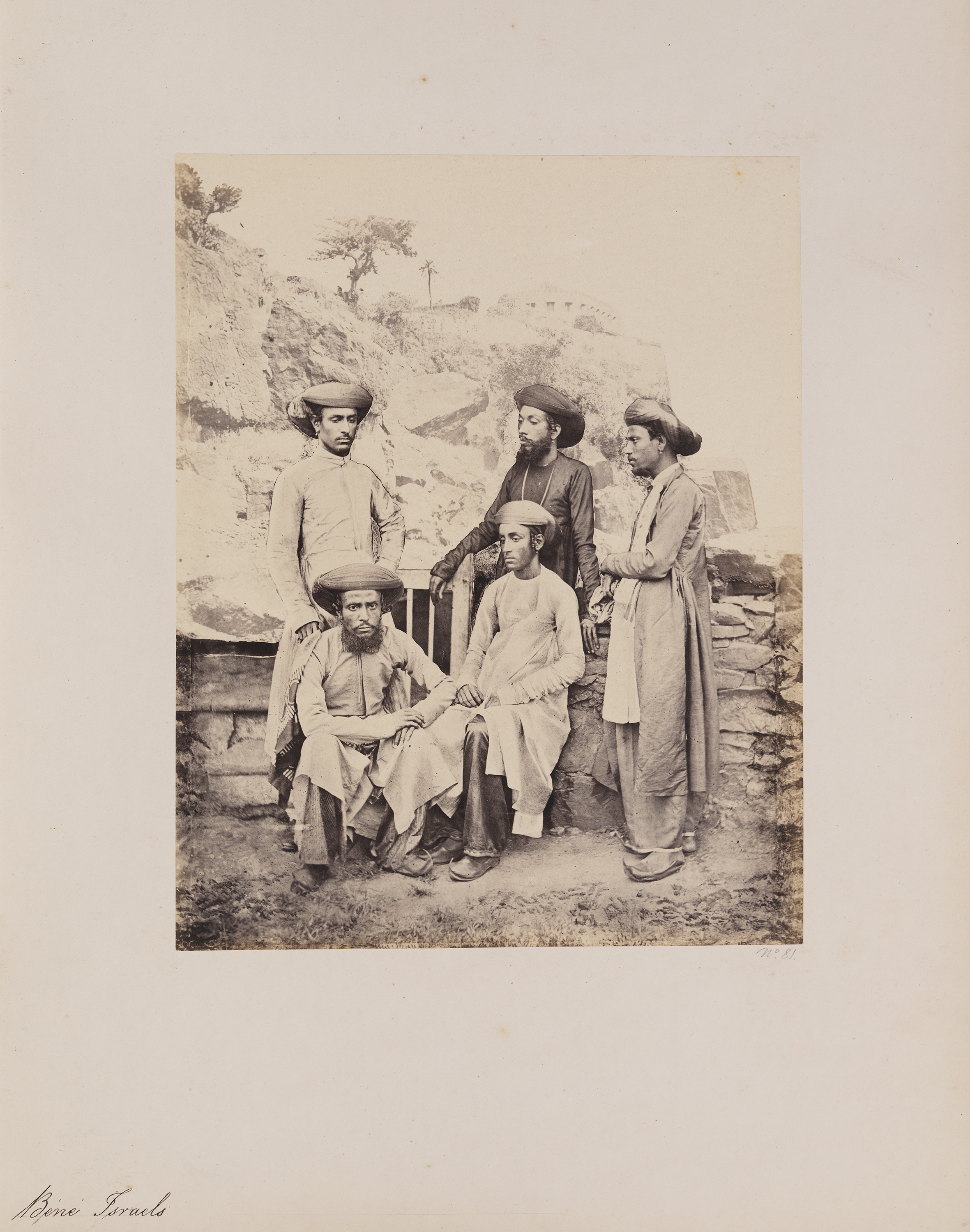
Groupe de Bene Israel, Inde (1855-1862)
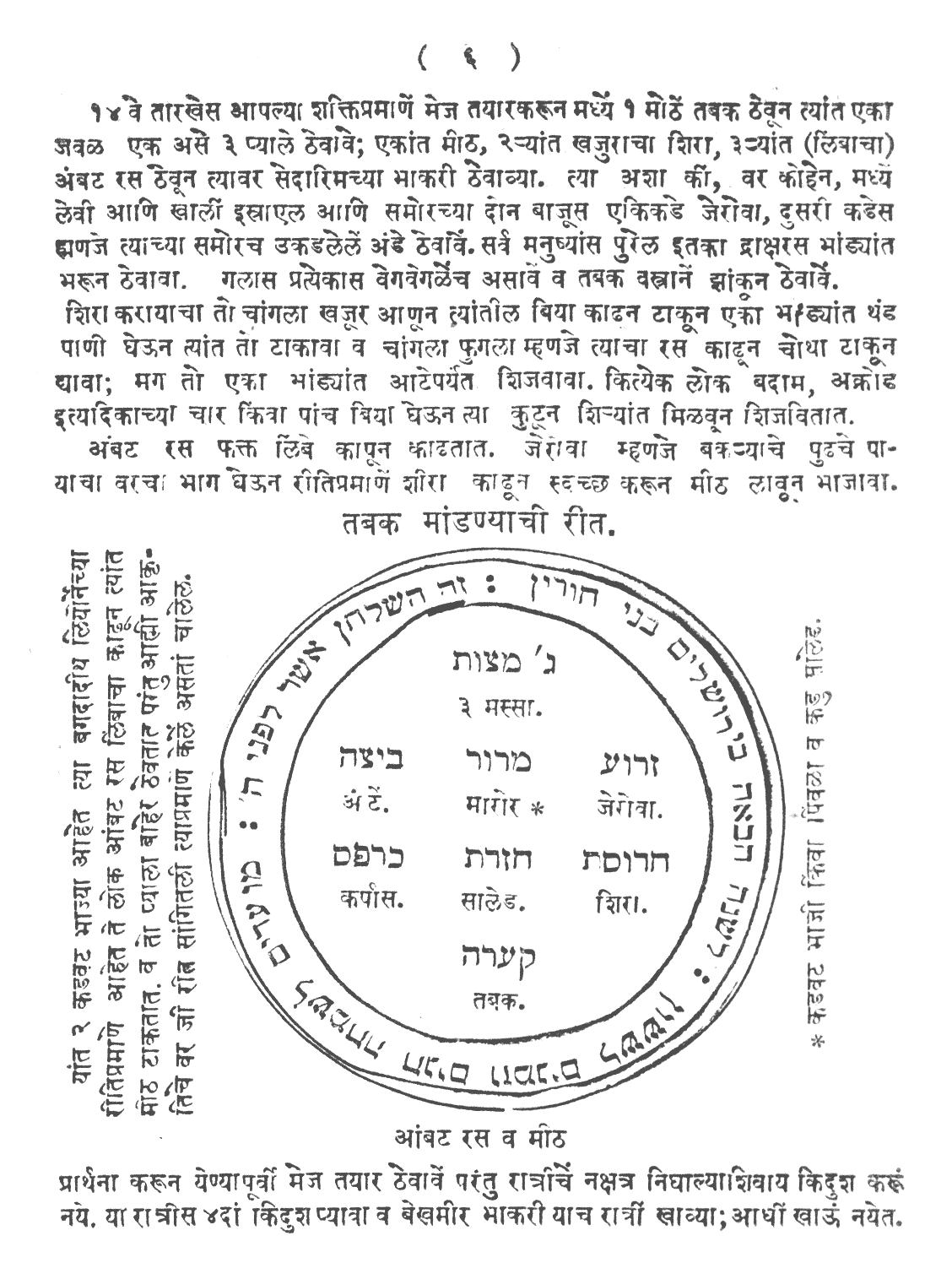
Page d'une Haggadah de Pâques en judeo-marathi imprimée à Bombay (1890)
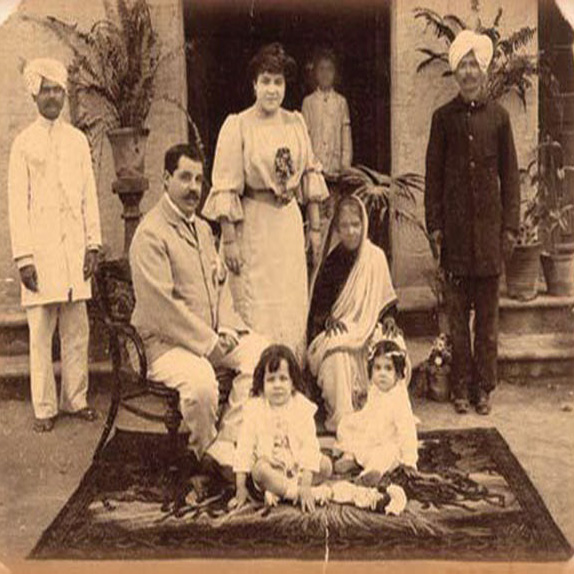
Bene Israel de Karachi (fin XIXe-début XXe)
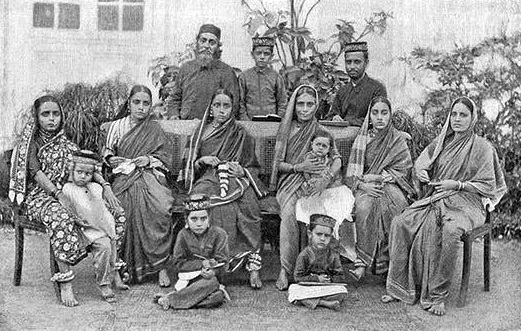
Famille Bene Israel (1901-1906)
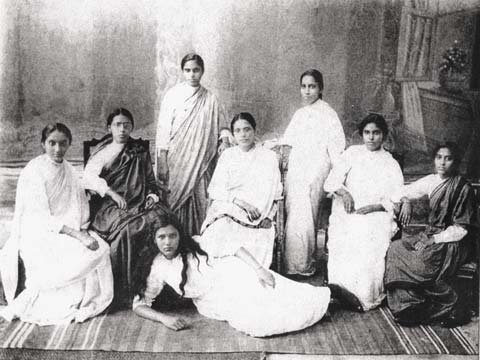
Cours d'hébreu au lycée Huzurpaga pour futurs enseignantes Bene Israel, dirigés par Rebecca Reuben (au centre), v. 1913
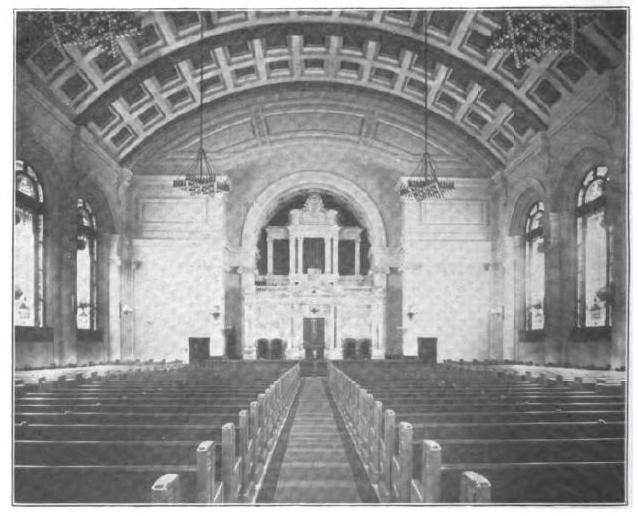
Intérieur de la synagogue K.K. Bene Israel, Cincinnati (Etats-Unis), 1912
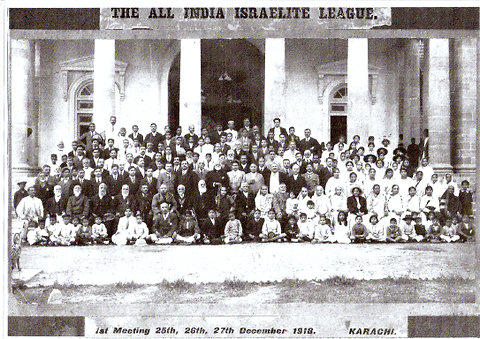
Bene Israel ou Juifs d'Inde, Karachi (23 avril 1918)
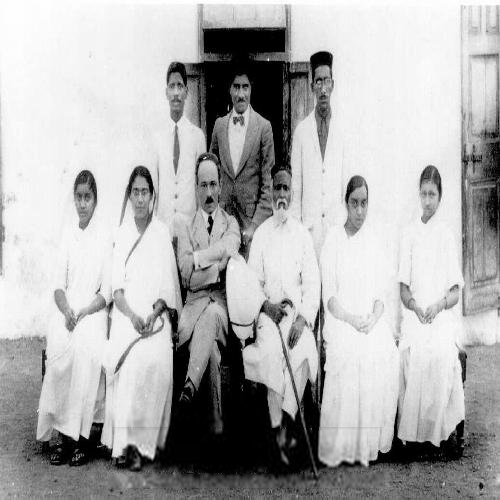
Alexander Goldstein avec un groupe de Bene Israel dans le cadre du Keren Hayessod, Bombay (1928)
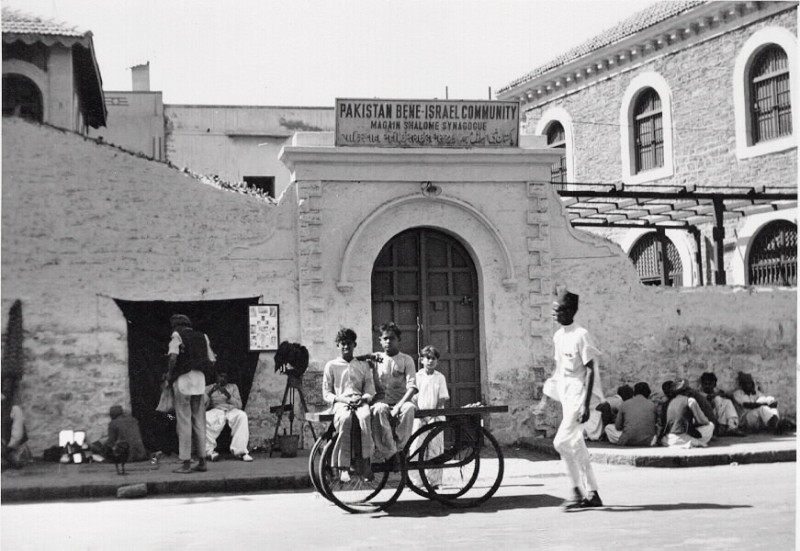
Entrée de la synagogue Bene Israel, Karachi (1951)
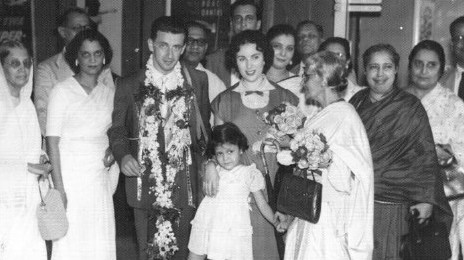
Mariage Bene Israel (années 1950-60)
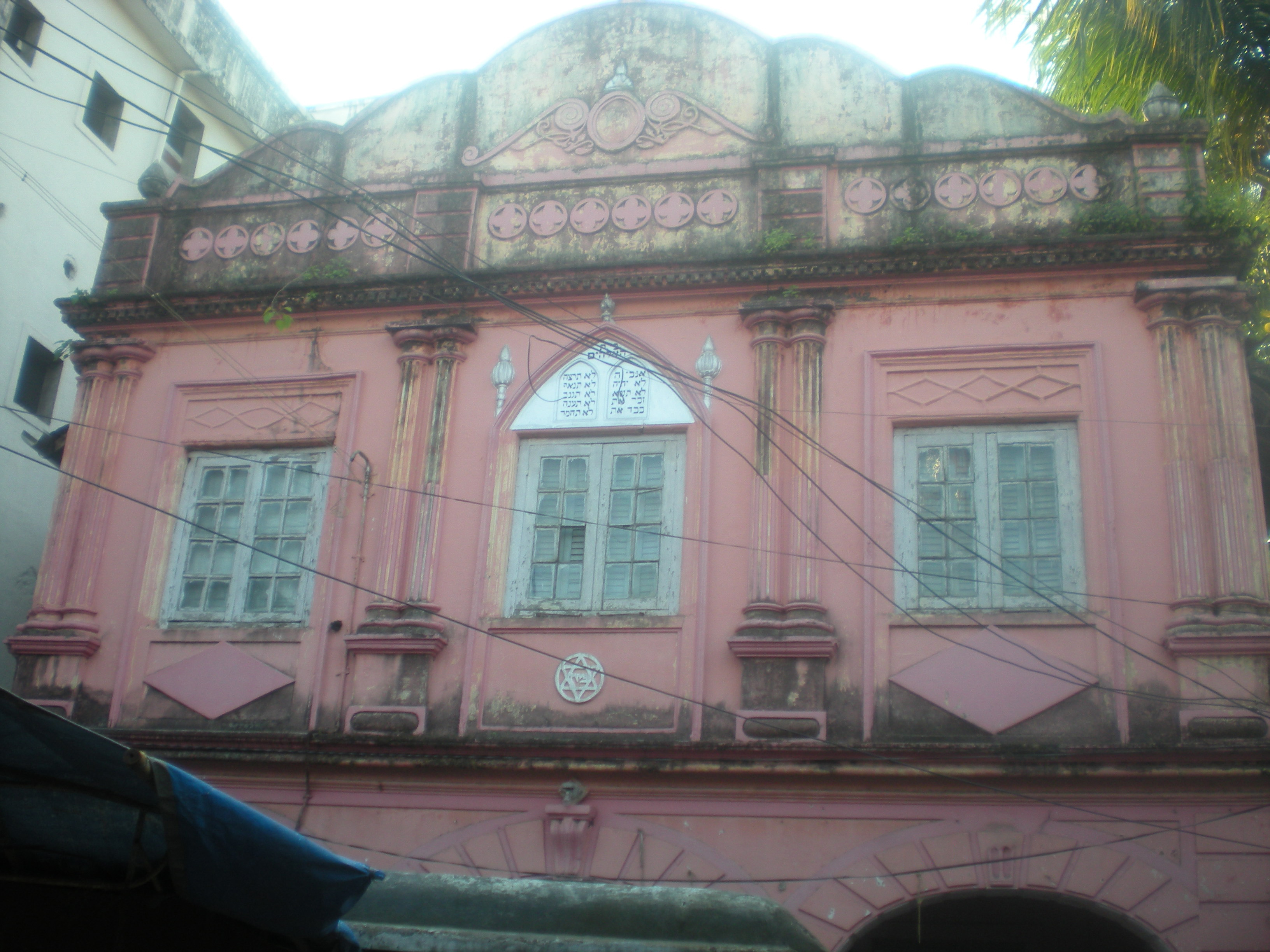
Synagogue Beth ha-Elohim, Pen, district de Raigad, Maharashtra (Inde)
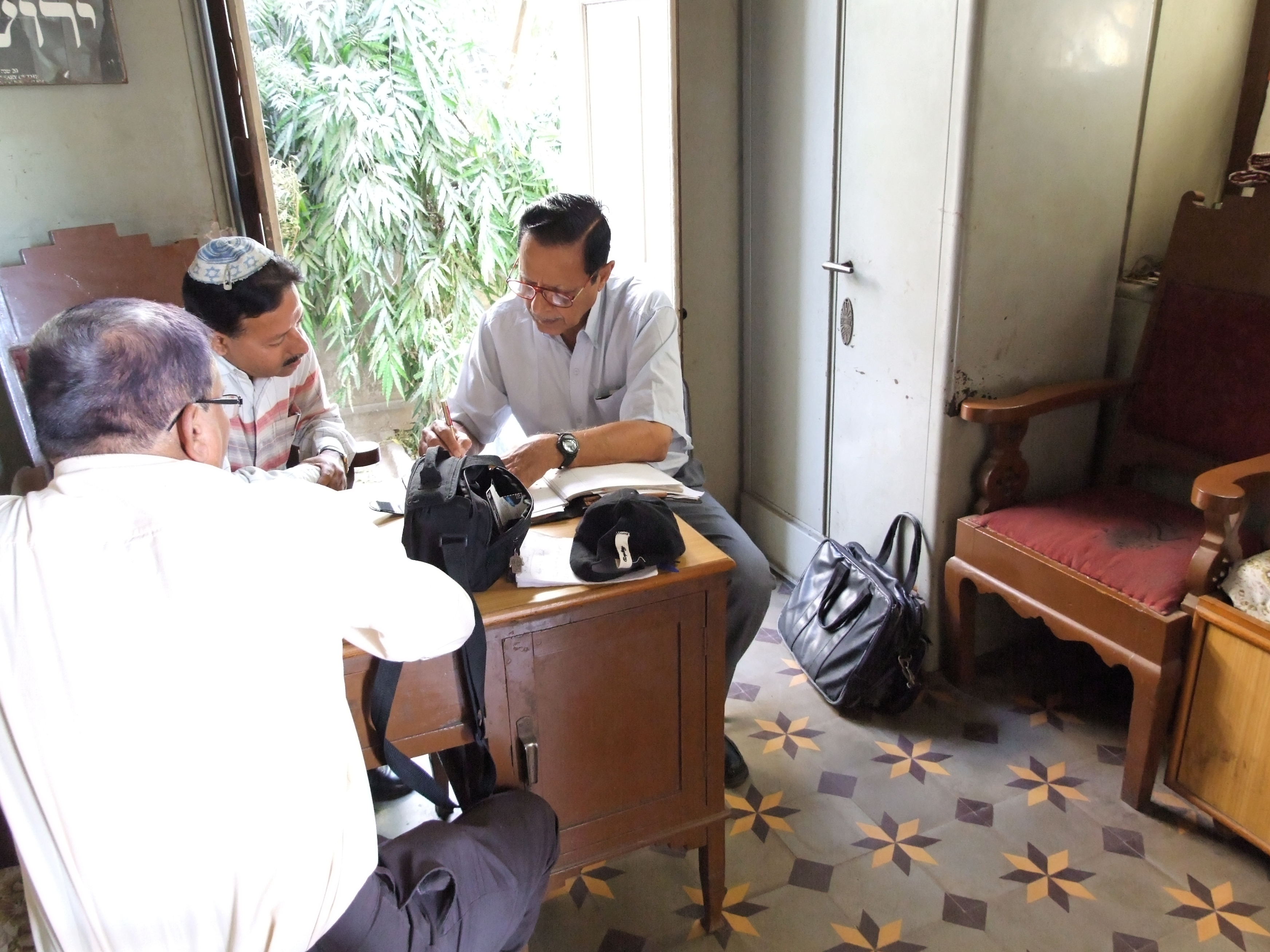
Membre de la communauté juive de Madhupura Ahmedabad (Inde), qui compte 79 familles en 2012
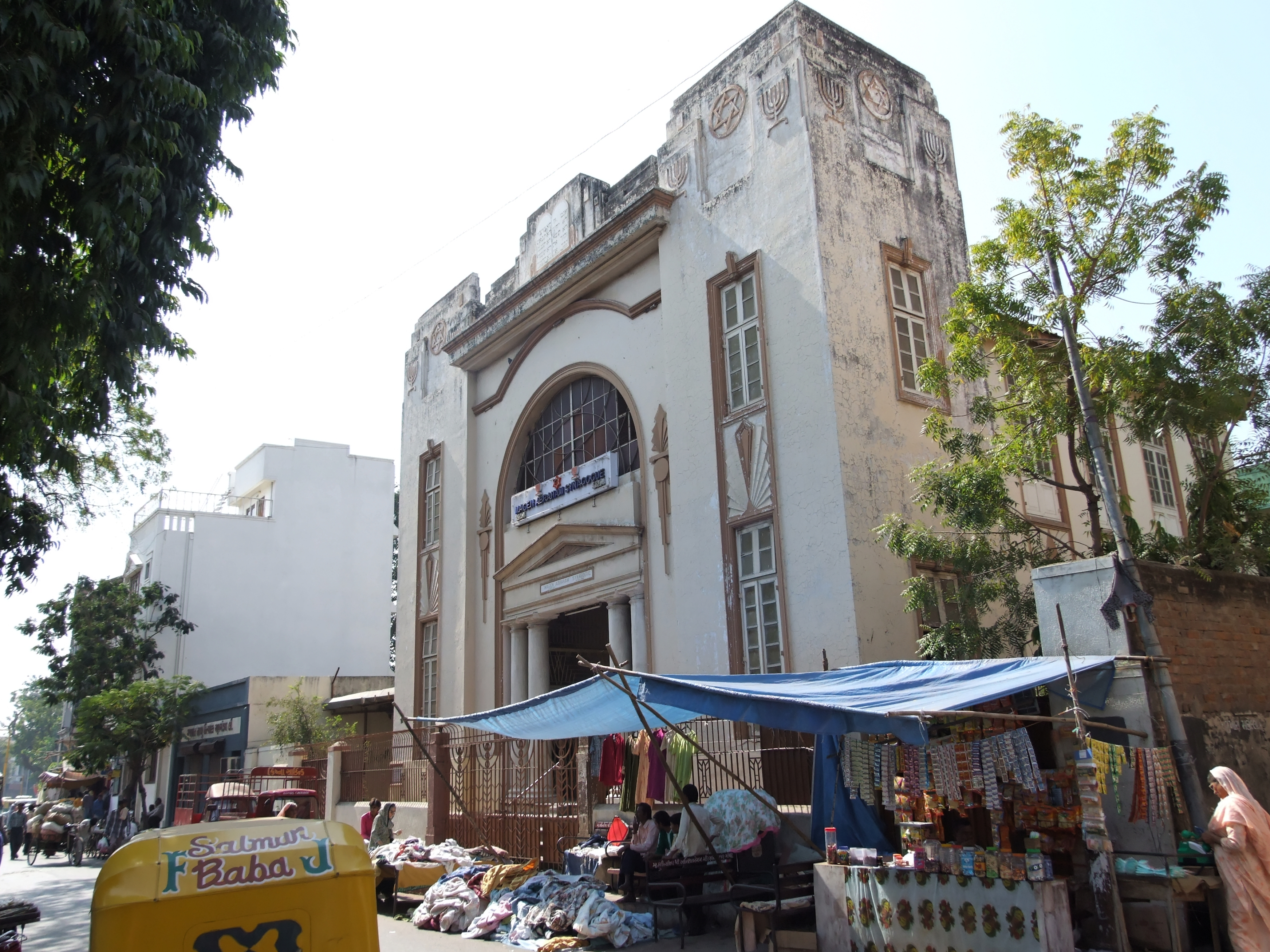
Synagogue Maguen Abraham, Madhupura, Ahmedabad